# مارسل لنز (بازیکن فوتبال، زاده ۱۹۹۱)
مارسل لنز (انگلیسی: Marcel Lenz؛ زادهٔ ۳ مهٔ ۱۹۹۱) بازیکن فوتبال اهل آلمان است.
از باشگاه‌هایی که در آن بازی کرده‌است می‌توان به باشگاه فوتبال دویسبورگ اشاره کرد.
وی همچنین در تیم‌های ملی فوتبال جوانان آلمان، و جوانان آلمان، و جوانان آلمان، و جوانان آلمان، بازی کرده‌است.